# 15278 Паке
15278 Паке (15278 Pâquet) — астероїд головного поясу, відкритий 6 серпня 1991 року.
Тіссеранів параметр щодо Юпітера — 2,991.